# 謝剛克
謝剛克（1884年2月10日—？年），字維洲（繼洲？），四川省華陽縣人，日本經緯學堂、長崎高等商業學校畢業，商科進士。

## 家世[3][4]
昆仲十人，姊妹四人，先生排行第十。
- 其二兄謝剛國光緒甲午舉人，曾任青海省長公署政務廳廳長，十一弟謝剛德曾任第三十六軍旅長、參謀長，兼第一師師長，十二弟謝剛塞曾任重慶高等法院推事，十三弟謝剛哲曾任海軍第三艦隊司令；十四弟謝剛傑是第一屆立法委員，福建高等學堂實科畢業，日本岡山醫科大學畢業，曾任陸軍軍醫院院長，甘肅省立醫院院長兼任內科主任，青海省衛生處處長兼省立醫院院長，青海省政府委員。
- 其子謝公仁(1915-1991)是青海省衛生處處長，青海省立中山醫院院長，第一屆國民大會代表，澎湖馬公公仁醫院院長[5]。

## 簡歷[6]
- 日本長崎高等商業學校畢業
- 宣統三年（1911年）九月，經學部驗看考試列最優等，賞給商科進士[7]
- 商部主事，商標登錄籌備處上海分處股長
- 民國4年（1915年），農商部權度委員會辦事員[8]
- 民國5年（1916年）11月2日，農商部工商司第四科辦事員[9]
- 民國12年（1923年）5月9日，商標局科員[10]